# Anne Hébert

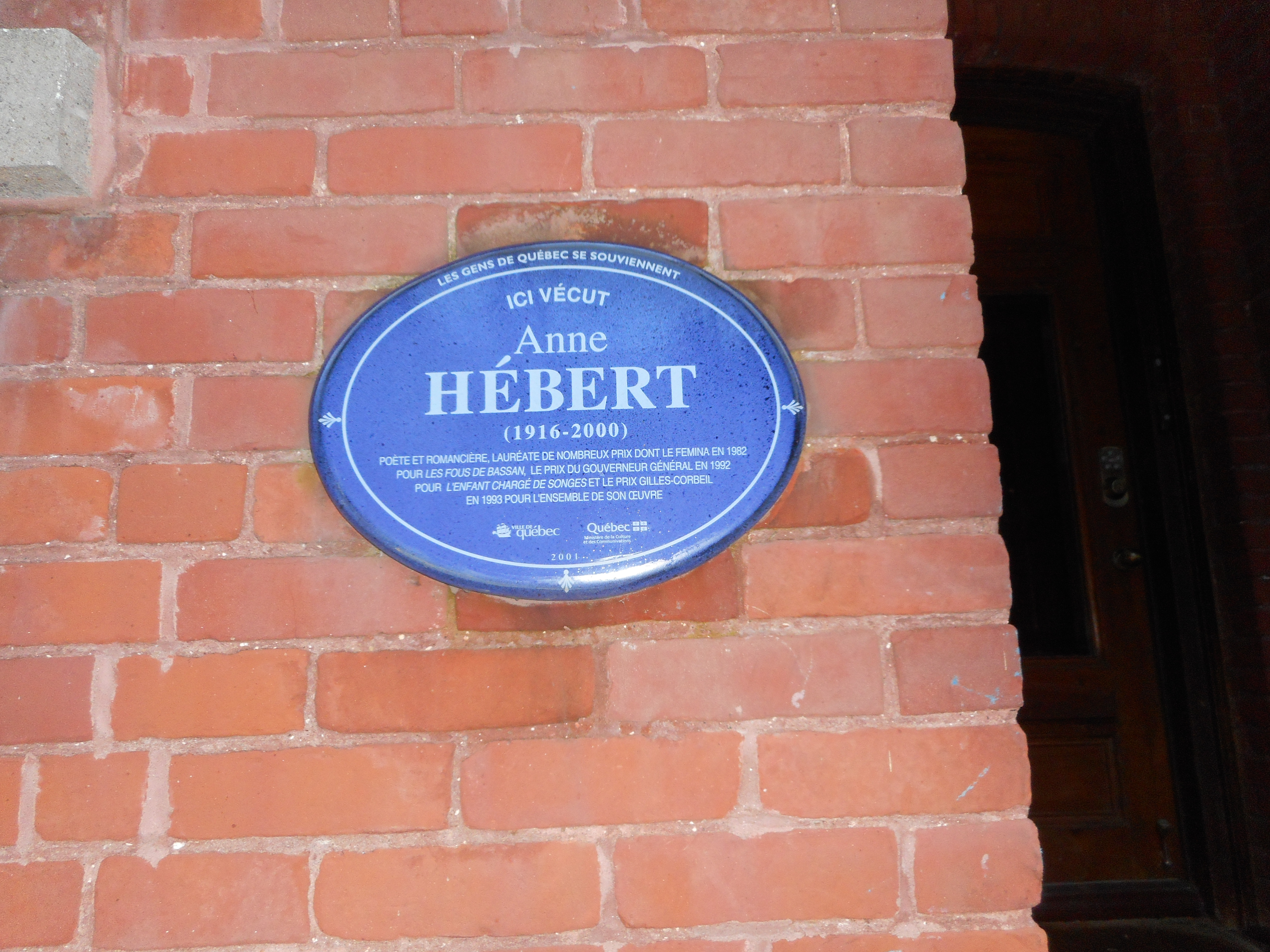
Placa em homenagem à Anne Hébert

Anne Hébert (St. Catherine de Fossambault, agosto de 1916 - 22 de janeiro de 2000) foi uma escritora canadense. Sua obra é marcada pelo contraste entre vida introspectiva e a visão objetiva da realidade. Sendo prima do introdutor da poesia modernista no Canadá, Hector de Saint-Denys Garneau, é mais conhecida, no entanto, pelo trabalho em prosa que pelo trabalho como poeta, tendo praticado os dois gêneros. Escreveu poesia em verso livre, utilizando pouca pontuação, inspirada em Paul Claudel e Éluard. Foi autora de Sonhos em equilíbrio (1942), A torrente (1950), O túmulo dos reis (coletânea de poesias, 1953) e Quartos de madeira (1958).

## Obras

### Romances
- Les chambres de bois. (Paris: Éditions du Seuil, 1958), ISBN 2-02-008805-3
- Kamouraska  (Paris: Éditions du Seuil, 1970.), ISBN 2-02-031429-0
- Les enfants du sabbat. (Paris: Éditions du Seuil, 1975), ISBN 2-02-006564-9
- Heloise (novel) (Paris: Éditions du Seuil, 1980.), ISBN 2-02-005462-0 –
- Les fous de Bassan – (Paris: Editions du Seuil, 1982.), ISBN 2-02-006243-7
- Le premier jardin. (Paris: Seuil, 1988.), ISBN 2-02-009974-8
- L'enfant chargé de songes. (Paris : Editions du Seuil, 1992), ISBN 2-02-015374-2
- Est-ce que je te dérange? – (1998) – Am I disturbing you? (Anansi, 1999; translated by Sheila Fischman)
- Un habit de lumière. (Paris : Editions du Seuil, 1999.), ISBN 2-02-036742-4
- Collected Later Novels. (Toronto: Anansi, 2003, traduzido por Sheila Fischman), ISBN 0-88784-671-8

### Poesia
- Les songes en equilibre – (1942)
- Le tombeau des rois
- Poèmes (Poems) – (1960)
- Selected Poems – (1987)
- Le jour n'a d'égal que la nuit (Québec : Boréal, [1992]), ISBN 2-89052-519-8
- Oeuvre poétique. (1993)
- Poèmes pour la main gauche

### Contos e novelas
- Le torrent. (1950), ISBN 2-89406-033-5
- Aurélien, Clara, Mademoiselle et le Lieutenant anglais. (1995) ISBN 2-02-023670-2
- Est-ce que je te dérange? (Paris : Editions du Seuil, 1998), ISBN 2-02-032310-9

### Teatro
- La Mercière assassinée
- Le temps sauvage – (1956)
- Les Invités au Procès
- La cage suivi de L'île de la demoiselle – (1990)

### Guiões de cinema
- L'Éclusier  – (1953)
- The Charwoman – (1954)
- Midinette  – (1955)
- La Canne à pêche – (1959)
- Saint-Denys Garneau – (1960)
- L'Étudiant – (1961)
- [Kamouraska  – (1973)
- In the Shadow of the Wind – (1987)